# برگشاد، اوجار
برگشاد (به ترکی آذربایجانی: Bərgüşad) یک منطقهٔ مسکونی در جمهوری آذربایجان است که در شهرستان اوجار واقع شده‌است. برگشاد ۵٬۸۰۳ نفر جمعیت دارد.